# کازبی (میسوری)
کازبی (به انگلیسی: Cosby) یک روستا (ایالات متحده آمریکا) در ایالات متحده آمریکا است که در شهرستان اندرو، میزوری واقع شده‌است.
 کازبی ۰٫۲۴ کیلومتر مربع مساحت و ۱۲۴ نفر جمعیت دارد و ۲۸۶ متر بالاتر از سطح دریا واقع شده‌است.